# Комплекс главной станции Санкт-Петербургских городских водопроводов

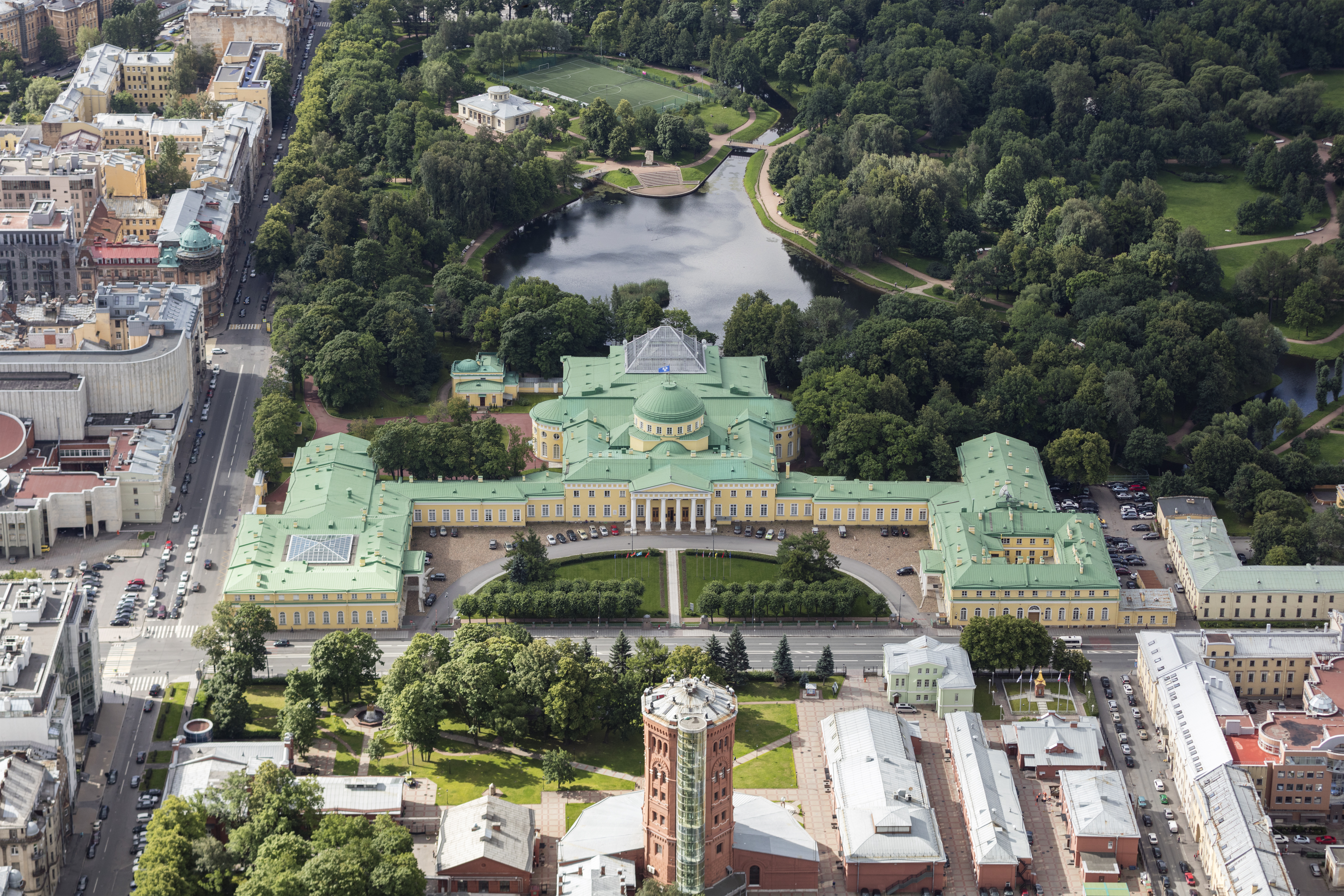
Водонапорная башня и Таврический дворец, вид с воздуха со стороны Невы

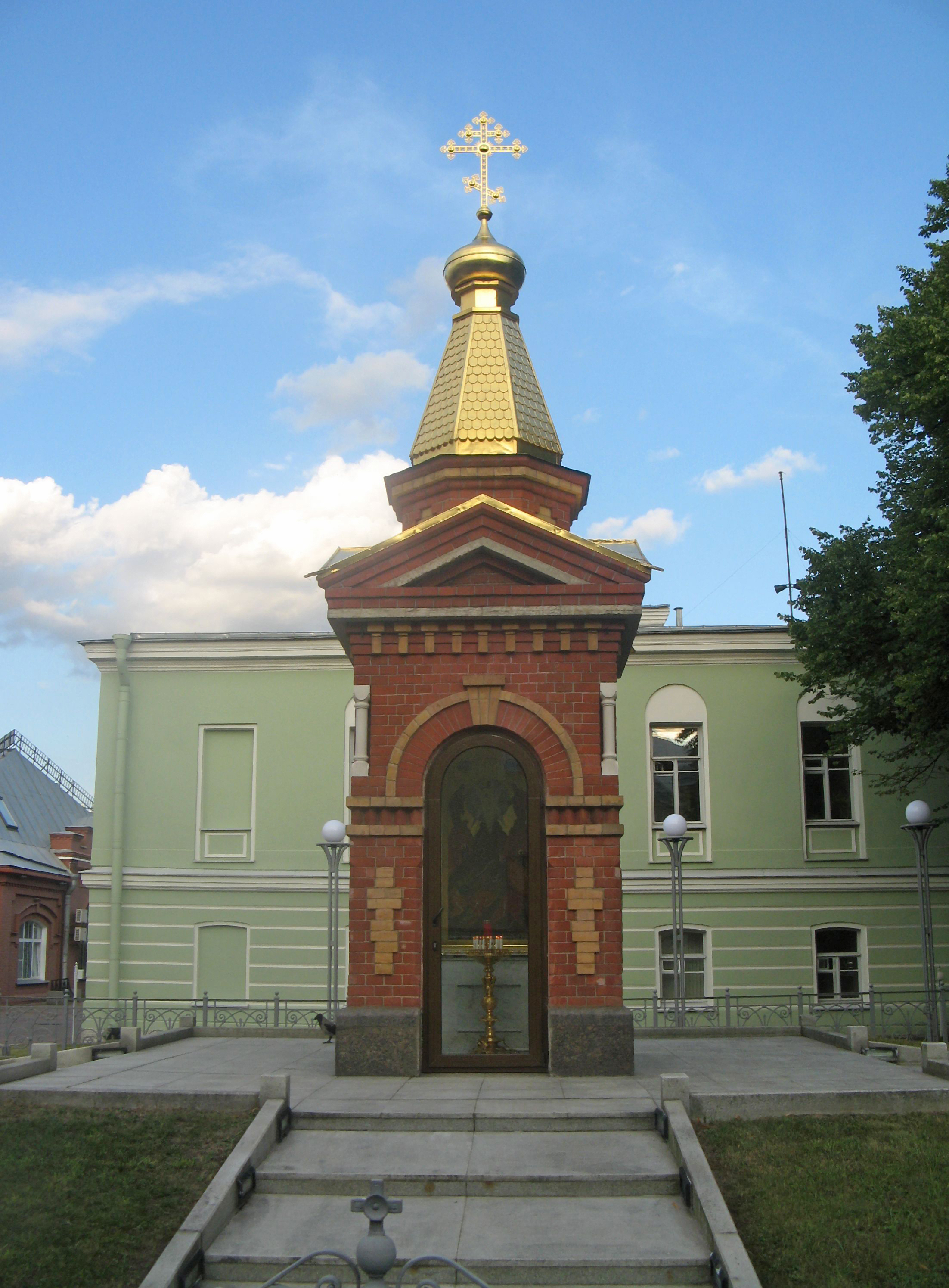
Часовня, построенная для освящения подаваемой в дома воды

Комплекс главной станции Санкт-Петербургских городских водопроводов — памятник архитектуры. Расположен в Санкт-Петербурге, современный адрес — Шпалерная улица, 56, Водопроводный переулок, Кавалергардская улица, 42, Таврическая улица, 10, Орловская улица, 2.
Комплекс построен в кирпичном стиле во второй половине XIX века и состоит из водонапорной башни, здания фильтров, насосных и машинных отделений, а также служебных построек. Территория комплекса — свыше 40 га, в строительстве принимали участие архитекторы И. А. Мерц, Р. Р. Генрихсен, П. Ю. Сюзор, В. А. Липский и Э. Г. Шуберский.
Территория с пристанью и каналами у Таврического дворца была передана Акционерному обществу Санкт-Петербургских водопроводов в 1858 году по указу Александра II. В 1860—1863 годах по проекту И. А. Мерца в центре участка была построена водонапорная башня, после чего центральное водоснабжение стало доступно для жителей левого берега Невы. С 1891 года (после ряда неудачных действий общества, в частности, подачи воды низкого качества) станцию выкупила казна. Комплекс усовершенствовался вплоть до 1917 года; после перехода в ведение Петроградского губернского отдела Коммунального хозяйства в 1928—1932 годах были построены новые фильтры. В 1960—1970 годах комплекс реконструировали; построенная В. А. Липским в 1899—1901 годах для освящения поступающей в дома воды часовня (в советское время использовалась как трансформаторная будка) была перенесена в 1999—2000 годах на 300 метров от своего изначального местоположения, на угол Шпалерной улицы и Водопроводного переулка.
Водонапорная башня восьмигранная, около 50 метров в высоту. Она стилизована под романский стиль, внешне представляет собой подобие донжона. Башня создаёт в панораме Невы контраст со Смольным собором и Таврическим дворцом — она закрывает вид на последний со стороны Невы, поэтому иногда обсуждается как градостроительная ошибка.
В 1995 году рассматривался проект сноса большей части комплекса и застройки территории элитным жильём. Однако грунт под станцией полон труб и различных устройств, что усложняет возможное новое строительство. Это в конечном счёте привело к отказу от уничтожения комплекса, большинство зданий которого продолжает работать по основному назначению.
В башне размещена музейная экспозиция «Вселенная воды». При приспособлении здания под музей в 2003 году здание внешне было искажено пристройкой, стеклянной лестницей и лифтом по проекту Евгения Подгорнова из ООО «Интерколумниум» (при этом, согласно авторскому замыслу, именно это позволило сохранить исторические интерьеры).